# Amphiasma merenskyanum
Amphiasma merenskyanum är en måreväxtart som beskrevs av Cornelis Eliza Bertus Bremekamp. Amphiasma merenskyanum ingår i släktet Amphiasma och familjen måreväxter. Inga underarter finns listade i Catalogue of Life.